# Jeremy Jordan (cantor)
Don Henson (nascido em 19 de setembro de 1973), conhecido profissionalmente como Jeremy Jordan, é um cantor e ator americano de Hammond, Indiana. 
Ele ficou famoso com a gravação da música "The Right Kind od Love", trilha sonora da série de televisão estadunidense Beverly Hills, 90210 e de sua atuação no filme Never Been Kissed no qual contracena com a atriz Drew Barrymore.

## Biografia
O nome verdadeiro de Jordan é Don Henson. Ele nasceu em 19 de setembro de 1973, e sua mãe deu a custódia dele para seu pai que mais tarde se casou com outra mulher e teve mais quatro filhos, todos os quais ele colocou em Mooseheart Child City (um orfanato) depois que sua esposa morreu de leucemia. Assim que chegaram ao orfanato, ele e seus irmãos e irmãs foram separados e todos os anos que ele passou lá, da terceira à décima primeira série, ele foi adotado por diferentes pais, alguns deles muito violentos.
Jordan queria se envolver com filmes e assinar com uma agência de talentos em Chicago, mas foi proibido porque o orfanato ficava em Mooseheart, (perto de North Aurora), a sessenta quilômetros de distância. Quando ele tinha dezessete anos, antes do Dia de Ação de Graças de 1991, mudou-se para Chicago para ficar com os pais de um amigo. Após uma briga foi despejado da casa onde morava e acabou sem teto, morando no metrô até conhecer seu empresário Peter Schivarelli. Ele então assinou um contrato com sua gravadora.
Em 1993, Jordan lançou Try My Love pela Giant Records. O álbum rendeu singles de sucesso internacional: "The Right Kind of Love" (# 5 na Billboard Hot 100 Airplay, # 14 Billboard Hot 100 Singles, # 4 Billboard Top 40 Mainstream, # 22 Billboard Rhythmic Top 40), produzido e escrito por Lotti Golden, Tommy Faragher & Robbie Nevil, e "Wannagirl" (# 11 Billboard Top 40 Mainstream, # 24 Billboard Rhythmic Top 40, # 28 Billboard Hot 100). "The Right Kind of Love" atingiu o pico dentro do top 20 da Billboard Hot 100. O álbum de estreia de Jordan e "Wannagirl" tiveram desempenho moderado e fraco, respectivamente, nas paradas americanas.
Além disso, "My Love is Good Enough" e "Try My Love" foram apresentados no filme Airborne (No Brasil intitulado Manobra Super Radical). O videoclipe de "The Right Kind of Love" foi apresentado durante os créditos finais de Beverly Hills, 90210 e também fez parte da trilha sonora da série de televisão. Sua popularidade conduziu o cantor a fazer uma série de shows ao redor do mundo. Um álbum de remixes de três canções de Try My Love, intitulado Jeremy The Remix, foi lançado nos mercados estrangeiros no final de 1993. 
Desde 1994, Jordan passou a atuar e apareceu em vários filmes, incluindo Never Been Kissed com Drew Barrymore, Falling Sky com Brittany Murphy, filmes de televisão como Twisted Desire com Melissa Joan Hart, bem como filmes independentes como Leaving Las Vegas com Nicolas Cage, Julian Po com Christian Slater e Nowhere dirigido por Gregg Araki.
Em 2009, Jordan lançou uma nova música intitulada "Forgotten People". A música e seu vídeo são sobre moradores de rua.

## Filmografia
Fonte: Site Yahoo!.
- 1994: ABC Afterschool Specials (1 installment: Boys Will Be Boys)
- 1995: Live Nude Girls
- 1995: Leaving Las Vegas
- 1996: Twisted Desire
- 1996: The Drew Carey Show
- 1996: Ellen
- 1996: Bio-Dome
- 1996: Poolboy
- 1997: Julian Po
- 1997: Subway Stories: Tales from the Underground
- 1997: Nowhere
- 1997: Gun (1 episode: "icochet")
- 1997: Skeletons
- 1998: Falling Sky
- 1999: Never Been Kissed
- 1999: Storm of the Century
- 1999: Dreamers
- 2010: The Absent
- 2010: Raspberry & Lavender: Diaries of a Lavender Girl

## Discografia

### Álbuns de estúdio
| Título                   | Detalhes                                                                        | Picos em paradas | Picos em paradas | Picos em paradas | Picos em paradas | Vendas                           |
| Título                   | Detalhes                                                                        | US               | US Heat          | AUS              | JPN              | Vendas                           |
| ------------------------ | ------------------------------------------------------------------------------- | ---------------- | ---------------- | ---------------- | ---------------- | -------------------------------- |
| Try My Love              | - Lançamento: April 13, 1993 - Gravadora: Giant Records - Formatos: LP, K7, CD. | 176              | 9                | 29               | 31               | - Mundo: 400,000 - Japão: 69,100 |
| Where Do We Go From Here | - Lançamento: 2013 - Gravadora: none - Formato: CD-R                            | —                | —                | —                | —                |                                  |

### Compilações
| Título           | Detalhes                                                         | Picos em paradas | Vendas       |
| Título           | Detalhes                                                         | JPN              | Vendas       |
| ---------------- | ---------------------------------------------------------------- | ---------------- | ------------ |
| Jeremy The Remix | - Lançamento: 1993 - Gravadora: Giant Records - Formatos: K7, CD | 70               | - JPN: 6,510 |

### Singles
| Ano  | Título                                       | Pico nas paradas de sucesso | Pico nas paradas de sucesso | Pico nas paradas de sucesso | Pico nas paradas de sucesso | Pico nas paradas de sucesso | Pico nas paradas de sucesso | Certificações | Álbum                                            |
| Ano  | Título                                       | US                          | US Pop                      | US Radio                    | US Rhyt.                    | AUS                         | CAN                         | Certificações | Álbum                                            |
| ---- | -------------------------------------------- | --------------------------- | --------------------------- | --------------------------- | --------------------------- | --------------------------- | --------------------------- | ------------- | ------------------------------------------------ |
| 1992 | "The Right Kind of Love"                     | 14                          | 4                           | 11                          | 22                          | 5                           | 70                          | - ARIA: Gold  | Try My Love                                      |
| 1993 | "Wannagirl"                                  | 28                          | 11                          | 20                          | 24                          | 22                          | 42                          |               | Try My Love                                      |
| 1993 | "Try My Love"                                | —                           | —                           | —                           | —                           | 72                          | —                           |               | Try My Love                                      |
| 1994 | "My Love Is Good Enough"                     | —                           | —                           | —                           | —                           | —                           | —                           |               | Try My Love                                      |
| 1999 | "A Girl Named Happiness (Never Been Kissed)" | —                           | —                           | —                           | —                           | —                           | —                           |               | Never Been Kissed: Music From The Motion Picture |